# Ла-Діг
Ла-Діг (фр. La Digue) — острів в Індійському океані, входить до Північно-Східної групи Внутрішніх Сейшельських островів. Належить державі Сейшельські Острови.

## Історія
Ла-Діг був відкритий у 1742 році французом Лазарем Піко (фр. Lazare Picault), але свою назву отримав лише у 1768 році, на честь корабля французького моряка Марк-Жозефа Маріона дю Френа, який відвідав острів.
Перші поселенці з'явилися на острові лише у 1789 році, це були французи-колоністи та їх африканські раби. Більшість з колоністів згодом залишили острів, але і зараз на острові проживають нащадки тих, що залишилися. Пізніше на острів приїжджали французи та іммігранти з Азії. У 1854 році отець Теофіл збудував на острові першу католицьку каплицю і з тих пір 90% мешканців Ла-Дігу сповідують католицизм.

## Географія
Є одним з найбільших островів Сейшельского архіпелагу та третім за розміром населеним островом Сейшел. Розташований за 6 км від острова Праслен та за 43 км від острова Мае. Найближчі острови — Раунд на заході, Фелісіте та Коко — на північному сході. Розміри острова приблизно 3 км в ширину та 5 км у довжину.
Рельєф острова переважно плаский, на сході підіймається єдина гора — Нід д'Егл (фр. Nid D’Aigeles, «Орлине гніздо»), заввишки 333 м.
Ла-Діг відомий своїми пляжами, пісок на яких має світло-рожевий відтінок. Острів оточений кораловим рифом, який привертає до себе уваги любителів дайвінгу.

## Клімат
Клімат на острові тропічний, іноді бувають сильні зливи, які, втім, продовжуються не більше години. Денна температура становить від 24 °C до 32 °C, вночі температура знижується на 1-2 °C. Сезон дощів продовжується з жовтня по березень, найвища місячна норма опадів випадає у січні та становить 402,6 мм. Найсухіший місяць — липень, місячна норма опадів становить 76,6 мм.

## Культура та кухня
На острові проживає близько 2 тис. мешканців, більшість з яких живе у селищі Ла Пасс (La Passe) на західному узбережжі. Південніше Ла Пасса розташовано друге за величиною селище Ла Реюньйон (La Reunion). На півдні острова розташовано селище Юньйон (L'Union), у центрі — селища Бель-Вю (Belle Vue) та, ближче до моря, Рош-Буа (Roche Bois)
Населення Ла-Дігу складається переважно з сейшельських креолів, більшість з яких — це мешканці інших островів архіпелагу, які припливли на Ла-Діг у XVIII та XIX століттях. Після відміни рабства у Британії та США частину рабів, яких вже вивезли з Африки, просто висадили на Сейшелах. Також багато іммігрантів із Східної Азії, Європи та Індонезії. Загалом, місцева культура наслідує традиції французької, зокрема, дуже популярним є тому святкування Різдва. Єдина церква — римо-католицька церква Успіння Богородиці.
Місцева кухня являє собою суміш європейських та азійських традицій, що є наслідком колоніального правління та хвилі азійських іммігрантів. Дуже популярним через свою доступність інгредієнтом є риба, яку їдять сирою, жарять, варять або готують на пару. Також популярні інші дари моря — восьминоги та омари, місцевим делікатесом є гостра страва з кажанів. Серед спецій домінує імбир. Найпопулярнішим напоєм є пальмове вино, яке виготовляється з кокосів.

## Державні установи та інфраструктура
На острові небагато державних установ, тому у більшості випадків мешканці їдуть на сусідній острів Праслен. Є поштове відділення (вихідний — неділя), відділ поліції, який, втім, встановлений для безпеки туристів, супермаркет Gregoire's, школа, банківське відділення та кілька банкоматів. Також є невелика лікарня, але місцеві мешканці віддають перевагу лікарням Праслена та Вікторії.
Ла-Діг має поромне сполучення з островом Праслен, на острів Мае можна дістатися катером чи гелікоптером. Традиційний вид транспорту на острові — візок, запряжений волами. До недавніх пір на острові заборонялося мати автомобіль, тому основним засобом пересування став велосипед, який легко можна взяти напрокат. Є невелика кількість таксі, але переважна більшість автомобілів належать готелям.

## Економіка
У XIX–XX століттях основою економіки острова було виробництво копри та вирощування ванілі. На заході острові, у парку Юніон Естейт, знаходиться одна з останніх діючих мануфактур із виробництва копри.
У XXI столітті на острові є кокосові та коричні плантації, але головною статтею доходів є туризм. На острові розташовано близько 20 готелей, які пропонують різні види відпочинку: дайвінг, катання на човнах, рибальство, піші прогулянки островом. Є кілька ресторанів та дайвінг-центр.

## Природа
Символом Ла-Дігу є чорна райська мухоловка, яка зустрічається тільки тут, а єдина її популяція нараховує близько 100 птахів. Через свою віддаленість від Африки на Ла-Дігу мешкає кілька ендемічних видів, наприклад, сейшельський кокосовий краб, птахи фуді, нектарниці та крячки, крилани та футлярохвості (лат. Emballonuridae), з рептилій — гекони.
Популяція гігантських черепах, що живе на острові, була завезена з Альдабри, а от місцеві гігантські черепахи були винищені.
У прибережних водах та в коралових рифах Ла-Дігу живуть зелені морські черепахи, скати-орляки, риби-метелики, вугрі та інші види риб. Іноді зустрічаються рифові та китові акули.
На жаль, фауна острова страждає від тварин, завезених поселенцями — щурів, собак та котів. Зокрема, щури стали причиною зникнення деяких видів птахів, харчуючись пташиними яйцями та розорюючи гнізда. Морській флорі та фауні серйозну шкоду завдають туристи та забруднення прибережних вод.

## Цікаві факти
- На острові знаходиться бунгало, де у 1977 році знімалися деякі сцени з французького фільму «Прощавай, Еманюель!». Зараз будинок належить колишньому президентові Сейшел Франсу-Альберту Рене.
- На острові Ла-Діг велися зйомки рекламного кліпу шоколадного батончика Bounty.

## Галерея

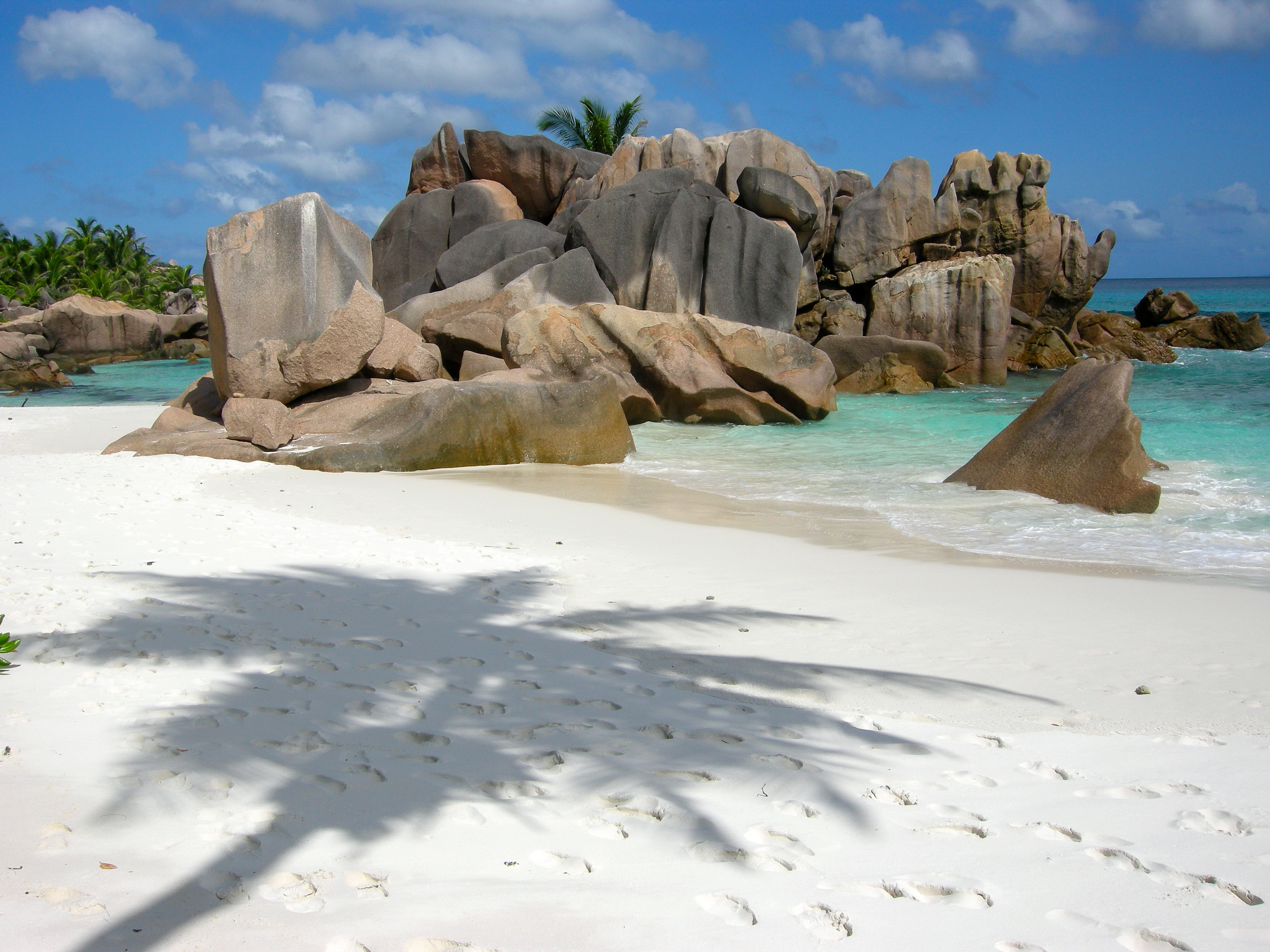
Пляж Анс-Коко
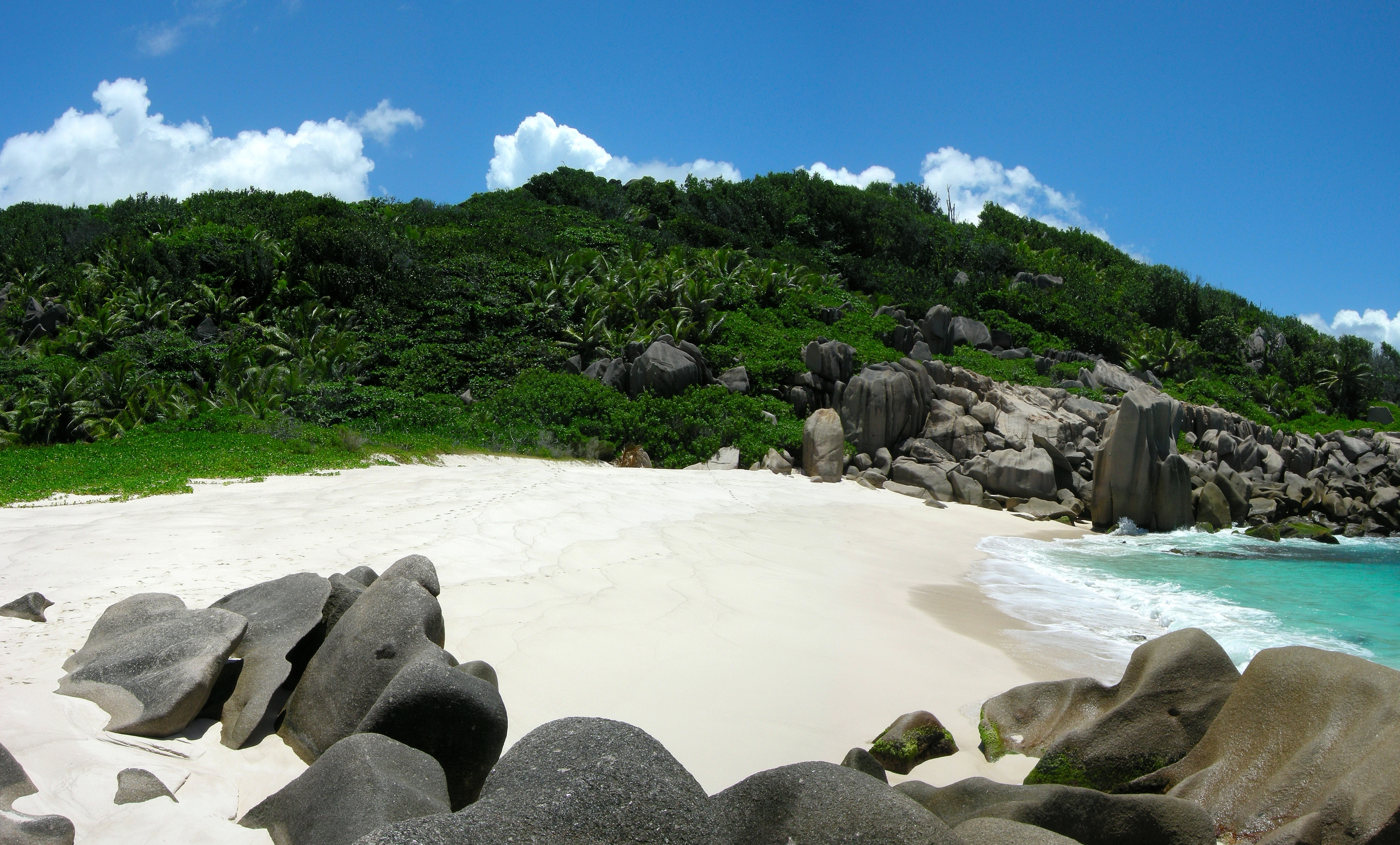
Пляж Анс-Маррон
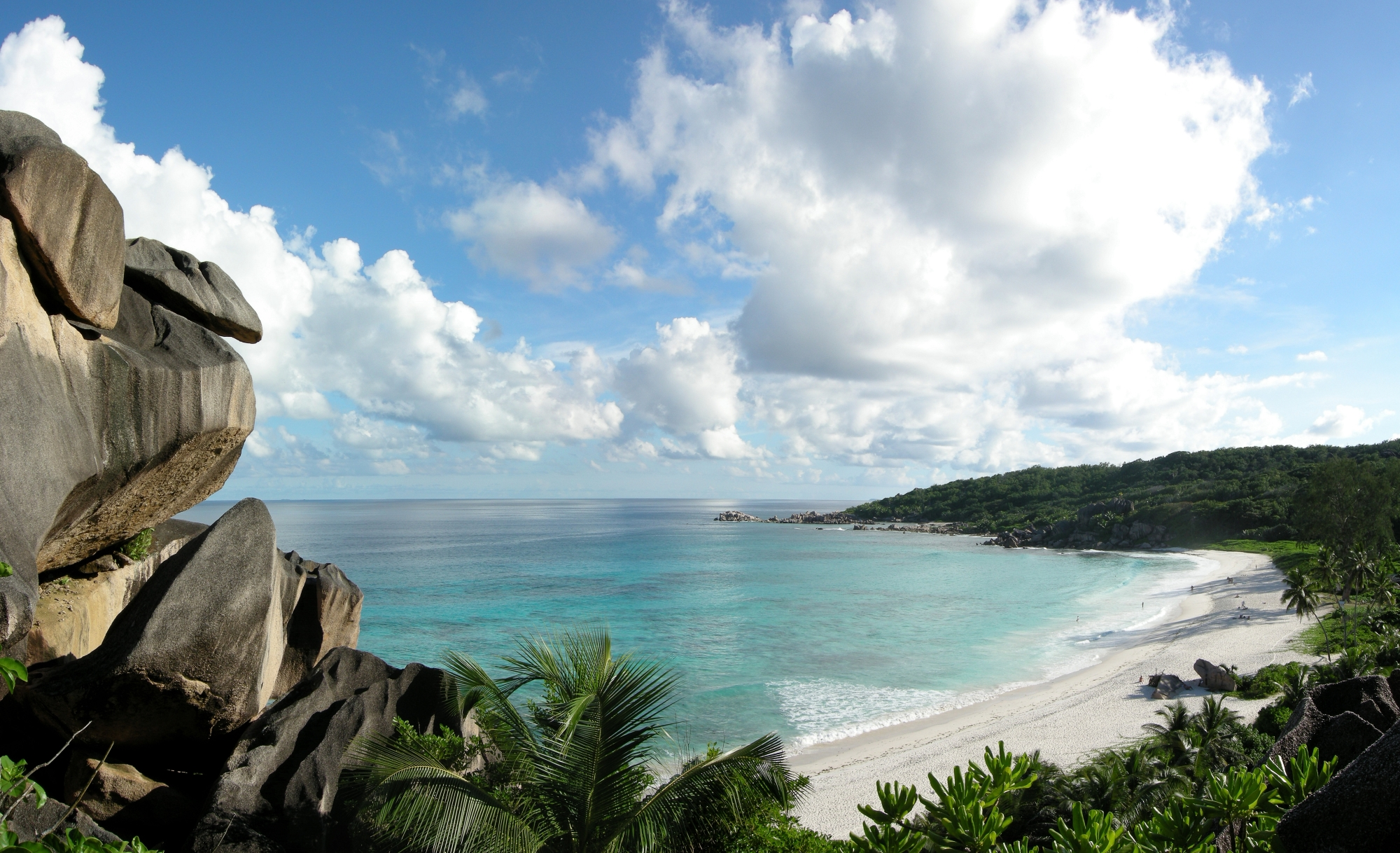
Пляж Гран-Анс
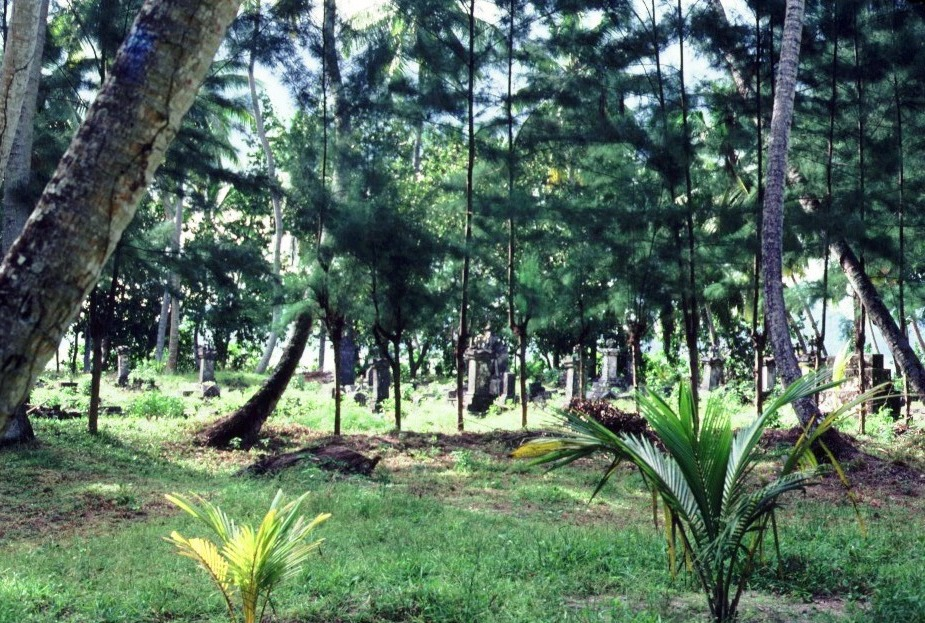
Кладовище острова